# Gryllotalpa oya
Gryllotalpa oya är en insektsart som beskrevs av Tindale 1928. Gryllotalpa oya ingår i släktet Gryllotalpa och familjen mullvadssyrsor. Inga underarter finns listade i Catalogue of Life.